# Martin-Peter Büch
Martin-Peter Büch (* 8. Februar 1940 in Saarbrücken; † 6. Januar 2024) war ein deutscher Sportwissenschaftler, Sportökonom und Sportfunktionär. Er stand von 1995 bis 2005 dem Bundesinstitut für Sportwissenschaft als Direktor vor.

## Leben
Büch spielte in seiner Jugend Handball und dann beim 1. FC Saarbrücken Fußball, ehe er durch einen komplizierten Beinbruch mit 24 Jahren seine sportliche Karriere nicht fortsetzen konnte und sich nun ganz auf sein Studium konzentrierte. Er blieb jedoch mit dem 1. FC verbunden und war später Trainer und Vorstandsmitglied.
Buch studierte Wirtschaftswissenschaften, Jura und Psychologie an der Universität des Saarlandes in Saarbrücken und an der Albert-Ludwigs-Universität in Freiburg im Breisgau. Das Examen als Diplom-Volkswirt machte er in Saarbrücken. Nach dem Examen wurde er 1968 Mitarbeiter in der volks- und betriebswirtschaftlichen Abteilung der Röchling-Bank Saarbrücken, zugleich Mitarbeiter von Dr. Manfred Schäfer, Mitglied des Sachverständigenrates zur Begutachtung der gesamtwirtschaftlichen Entwicklung. Hier konnte er dann von 1970 bis 1978 als Wissenschaftlicher Mitarbeiter am Institut für Finanzwissenschaft angestellt werden und promovierte 1975 zum Dr. rer. pol. (Zur Bestimmung der Grundsätze der Wirtschaftlichkeit und der Sparsamkeit im öffentlichen Haushalt der Bundesrepublik Deutschland). Parallel hierzu war er Lehrbeauftragter an der Universität Trier und der Verwaltungsakademie des Saarlandes. Von 1978 bis 1994 wurde er Referent im Bundesministerium des Innern in den Bereichen Medienpolitik, innenpolitische Grundsatzfragen (u. a. Mitarbeit im Kabinettsausschuss „Deutsche Einheit“), ostdeutsche Kulturarbeit und ab 1984 Leitung des Sportreferats. Dadurch war er von 1990 bis 1991 an der Abwicklung der sportwissenschaftlichen Einrichtungen der DDR beteiligt. Seit 1989 hatte er Lehraufträge für Sportökonomie an der Deutschen Sporthochschule Köln, der Universität des Saarlandes und der Johann Wolfgang Goethe-Universität Frankfurt am Main. Von 1995 bis 2005 war er Direktor des Bundesinstituts für Sportwissenschaft (BISp) Bonn und richtete die Förderung weniger natur- und mehr gesellschaftswissenschaftlich aus. 1997 war Büch Mitbegründer und seitdem Vorsitzender des Deutschen Arbeitskreises Sportökonomie. 2005 wurde er Honorarprofessor für Sportökonomie an der Universität des Saarlandes und Beauftragter für Wissenschaft des Deutschen Fußball-Bundes (DFB). Der WorldCat hat 69 Werke von ihm.